# توکیو اکسپرس
توکیو اکسپرس (به انگلیسی: Tokio Express) یک کشتی است که طول آن ۲۸۷٫۶ متر (۹۴۴ فوت) می‌باشد. این کشتی در سال ۱۹۷۳ ساخته شد.